# Corte Suprema de Nigeria
La Corte Suprema de la República Federal de Nigeria es el más alto tribunal de justicia en Nigeria. Tiene su sede en el Distrito Central de la capital, Abuya, que es conocido como Three Arms Zone, debido a la proximidad de las instalaciones del Complejo Presidencial, la Asamblea Nacional, y la Corte Suprema.

## Historia
En 1963 se proclamó la República Federal de Nigeria. Nnamdi Azikiwe fue su primer presidente. El anterior Comité Judicial del Consejo Privado fue abolido y se creó el Tribunal Supremo Federal, última instancia judicial del país. En 1976, se creó el Tribunal de Casación (originalmente conocido como Tribunal Federal de Apelación) como un tribunal nacional para recibir recursos de los tribunales superiores de cada estado nigeriano, que tienen tribunales de jurisdicción general. 
La Corte Suprema actual fue ordenada por la ley de la Corte Suprema de 1990 y por el Capítulo VII de la Constitución, titulado De la Corte Suprema. En consonancia con la Constitución de Nigeria de 1999, el Tribunal Supremo posee jurisdicción sobre todo el territorio y tiene la única autoridad y jurisdicción para recibir recursos del Tribunal de Apelación, teniendo jurisdicción de apelación sobre todos los tribunales federales y los más altos tribunales provinciales. Es decir, entiende de todas las decisiones proferidas en los tribunales de Nigeria, excepto el propio Tribunal Supremo.

## Estructura y organización
La Corte Suprema está compuesta por el llamado Jefe de Justicia de Nigeria y no más de veintiún consejeros, nombrados por el Presidente de la República, de entre los propuestos por el Consejo Judicial Nacional y a expensas de su confirmación por el Senado. Los jueces del Tribunal Supremo deben tener una calificación especial para ejercer la abogacía en Nigeria, y deben haber estado calificados al menor durante un periodo no inferior a quince años.

## Miembros actuales
|            |                      |               |
| Cargo      | Nombre               | Nombramiento  |
|            |                      |               |
| Presidente | Tanko Muhammad       | 2006–presente |
| Juez       | Bode Rhodes-Vivour   | 2010–presente |
| Juez       | Mary Odili           | 2011–presente |
| Juez       | Olukayode Ariwoola   | 2011–presente |
| Juez       | Musa Datijo Muhammad | 2012–presente |
| Juez       | Kumai Bayang Akaahs  | 2012–presente |
| Juez       | Kudirat Kekere-Ekun  | 2013–presente |
| Juez       | John Inyang Okoro    | 2013–presente |
| Juez       | Chima Centus Nweze   | 2014–presente |
| Juez       | Amiru Sanusi         | 2015–presente |
| Juez       | Amina Augie          | 2016–presente |
| Juez       | Ejembi Eko           | 2016–presente |
| Juez       | Paul Galinje         | 2016–presente |
| Juez       | Sidi Bage            | 2016–presente |
| Juez       | Uwani Abba Aji       | 2018-presente |